# Іванченко Олександр Васильович
Олександр Васильович Іванченко ((4 липня 1946 , Саратов )) — радянський, український та російський художник, книжковий графік, викладач. Лауреат Державної премії АРК (1996). Заслужений митець Автономної Республіки Крим (2008).

## Життєпис
Народився 4 липня 1946 року в місті Саратові. Навчався у Кримському художньому училищі імені Миколи Самокиша у 1961—1966 роках. Закінчив Український поліграфічний інститут імені Івана Федорова у Львові (1971). Викладачі за спеціальністю: Валентин Бунов , Григорій Островський .
Працював у 1967—1974 роках викладачем у Кримському художньому училищі імені Миколи Самокиша. Викладав в Українському поліграфічному інституті імені Івана Федорова у Львові протягом 1974—1981 років. З 1981 року — художник-монументаліст Кримського художньо-виробничого комбінату Спілки художників Криму. У 1981 році нагороджений Бронзовою медаллю ВДНГ СРСР. Учасник міжнародного конкурсу політичного плакату «За мир, гуманізм, проти загрози ядерної війни» (1984) .
Засновник, спільно зі Світланою Ягуповою, та головний художник дитячого журналу «Кримуша» (1993). Викладав у Кримському інституті інформаційно-поліграфічних технологій — філії Української академії друкарства в Сімферополі. З 2003 року обіймав посаду завідувача кафедри книжкової графіки та дизайну друкованої продукції. Після анексії Криму Росією працював старшим викладачем кафедри книжкової графіки та дизайну друкованої продукції факультету інформаційно-поліграфічних технологій Таврійської академії Кримського федерального університету імені В. І. Вернадського .
Лауреат Державної премії АРК (1996). Заслужений діяч мистецтв Автономної Республіки Крим (2008) .

## Творчість
Графік. Основна галузь — книжкова графіка. Для творчості художника характерні поєднання художньої образності оформлення книг із сюжетною лінією, реальної конкретики зображення з виразним декором колірного рішення. Співпрацював із видавництвами «Таврія», «Доля» (Сімферополь), «Вища школа» (Київ), «Каменяр» (Львів). З 1970-х років брав участь у республіканських, всесоюзних та зарубіжних виставках: Персональна виставка у Львові 1979 року .
Кафедра книжкової графіки та дизайну КФУ проводить звітні виставки викладачів та студентів, де виставляються роботи А. Іванченка. У 2018 році одна з них пройшла в Сімферопольському художньому музеї .
Основні твори: антивоєнний плакат «Іншого будинку немає!» (спільно з М. Додарєвим та В. Чуйком), ілюстрації до книги — «Крижаний шторм» К. Станюковича (1984), «Кавказ» Т. Шевченка (2000), «Лісова пісня» Лесі Українки (2001), «П'ять грон винограду: Кримськотатарські казки» (2004) .